# 2020年選挙に関するドナルド・トランプの主張に対する共和党の反応
アメリカ合衆国の共和党の党員は、2020年の米国大統領選挙に関するドナルド・トランプ大統領（共和党）の主張に対して異なる反応を示しており、一部の党員はこれを糾弾し、他の党員はこれを支持している。トランプ大統領は選挙に勝利したと主張し、証拠があるとして、郵便投票に起因する広範な不正行為の多くの主張を行った。12月5日までに、議会の共和党議員249人のうち27人だけがバイデンを選挙の勝者と認めた。ジョー・バイデンの勝利演説から3週間以上が経過した12月2日までに、大統領選にコメントした共和党議員のほとんどがトランプに味方していた。12月11日までに、共和党下院議員196人のうち126人が、選挙を改ざんして選挙結果を覆そうとする19人の共和党州弁護士が支持して米国最高裁に提訴した訴訟を支持した。FOXニュースの世論調査で共和党員と名乗った回答者の68％が、選挙がトランプから奪われたと考えていると答えた。2020年12月の世論調査では、共和党員の77％が選挙中に広範囲な不正行為が行われたと考えていることが明らかになった。また、無党派層の35％が、広範囲の有権者による不正行為が行われたと考えていると答えている。

## 背景

### 概要
2020年アメリカ合衆国大統領選挙の前後半年間から、特に11月5日の後半に行われた演説の中で、共和党として再選に立候補していたドナルド・トランプ大統領は、大規模な不正選挙が起きる、あるいは起きている、あるいは起きていたことを示唆および主張し、大統領再選を逃すほどの効果をあげていた。2020年11月3日の選挙日後、トランプは民主党大統領候補のジョー・バイデンに徐々にリードを失いつつある一部のスイング・ステート（ペンシルベニア州、ジョージア州、ノースカロライナ州）での集計停止を要求する一方、バイデンに追いついたスイング・ステートのアリゾナ州では集計の継続を要求した。最近選出された、または元幹部を含む共和党の複数の党員は、トランプの選挙不正の主張を2020年米国選挙の前後および期間中に、根拠のないものとして糾弾し、選挙過程および民主主義を損ない、政治的安定性を危険にさらすものとして非難している。ある事例では、元米下院議員がトランプの行動全体をクーデター未遂と言及した。

### 選挙日前
選挙日の数ヶ月前に民主党は、特に2020年4月7日にトランプが最初に行った主張である郵便投票の使用を通じて、広範な選挙不正が発生するというトランプ大統領の示唆を定期的に非難したが、共和党はほとんど非難しなかった。この問題について共和党員からコメントを得ようとしたポリティコの試みは、ほとんど失敗に終わった。マイルズ・テイラー（元国土安全保障省長官補佐官で『I Am Part of the Resistance Inside the Trump Administration（私はトランプ政権内部の抵抗勢力の一部）』の著者）とマイケル・スティール（元共和党全国委員会委員長）は、トランプの発言について深刻な懸念を表明している数人の中に含まれていた。ポリティコは11月3日の朝、「多くの共和党員はトランプの脅迫に嫌気がさしていると主張しているが、彼らは公にはそう言いたがらないだけだ」と述べている。 

### トランプの11月5日の演説
CNBCによると、11月5日深夜のホワイトハウスでのトランプの演説の直後、共和党内ではほとんど沈黙が続いていたという。リック・サントラム、ベン・サッセ、ミット・ロムニー、ラリー・ホーガン、クリス・クリスティは、大統領の発言を無防備だと批判した最初の共和党員の一人である。一部ではトランプの敗北を認めるとみなされたニッキー・ヘイリーの声明と相まって、トランプの息子ドナルド・トランプ・ジュニアとエリック・トランプを含む数人の共和党員は、沈黙を守り、大統領の選挙不正疑惑を支持しないために他の共和党員を非難した。11月5日に実施されたロイター/イプソス（パリに本社を置く多国籍市場調査会社）の世論調査によると、共和党のアメリカ人のうち、トランプが選挙に勝利したと信じているのは約30％にとどまり、共和党員の大半を含む大多数のアメリカ人は、ジョー・バイデンが選挙に勝利したと信じていた。

### 11月6日：批判派と忠誠派
リンゼー・グラム、テッド・クルーズ、トム・コットン、ケビン・マッカーシーなど一部のトランプ支持者が、トランプが実際に選挙に勝利し、大規模な不正があったという虚偽の主張を支持し、共和党員にトランプと団結するよう呼びかけたのに対し、20人以上の共和党員は11月6日、トランプの有権者不正行為の告発を糾弾した。一部のオブザーバーは、トランプの主張を糾弾したり支持したりする発言は、2024年の大統領選挙で誰を候補者とすべきか、トランプ主義政治を継続するか廃止するかについての共和党内の対立の一部であると（また）結論づけている。

### 11月7日：共和党の数人がバイデンを祝福する一方で、他は拒否
11月7日、アメリカの主要メディアのほとんどは、ペンシルベニア州とネバダ州の投票数が、ジョー・バイデンが次期大統領に必要な270人の選挙人の票を確実に受け取る数に達したときに、バイデンの勝利と呼んだ。しかし、トランプ陣営は敗北を譲歩することを拒否し、「選挙はまだ終わっていない」と述べた。ミット・ロムニー、ラリー・ホーガン、ジョン・ケーシック、フィル・スコット、アダム・キンジンガー、ウィル・ハード、ポール・ミッチェル、フレッド・アプトン、ラマー・アレキサンダー、トム・リード、ジェブ・ブッシュを含む主要な共和党員は、バイデンが米国の次期大統領に（そしてカマラ・ハリスが次期副大統領に）なることが発表されたことを祝福した。ジョシュ・ホーリーやポール・ゴサーなどは、「すべての合法的な投票が数えられ、再集計が終了し、不正行為の疑惑が取りざたされるまで、選挙はまだ終わっていない」と主張している。メディアが選挙結果を発表する直前に、再選されたテキサス州の下院議員ダン・クレンショウが「トランプが負ければ、彼は負ける。決して不可能な結果ではなく、最終的な結果は終わった時に受け入れなければならない」とツイートし、これに対して新たに選出されたジョージア州の下院議員マジョリー・テイラー・グリーン（Qアノン支持者）は「（ドナルド・トランプ大統領）のために立ち上がる時は今だ。共和党は引き下がることができない」と回答した。

### 11月8日：ジョージ・W・ブッシュがバイデンとハリスを祝福

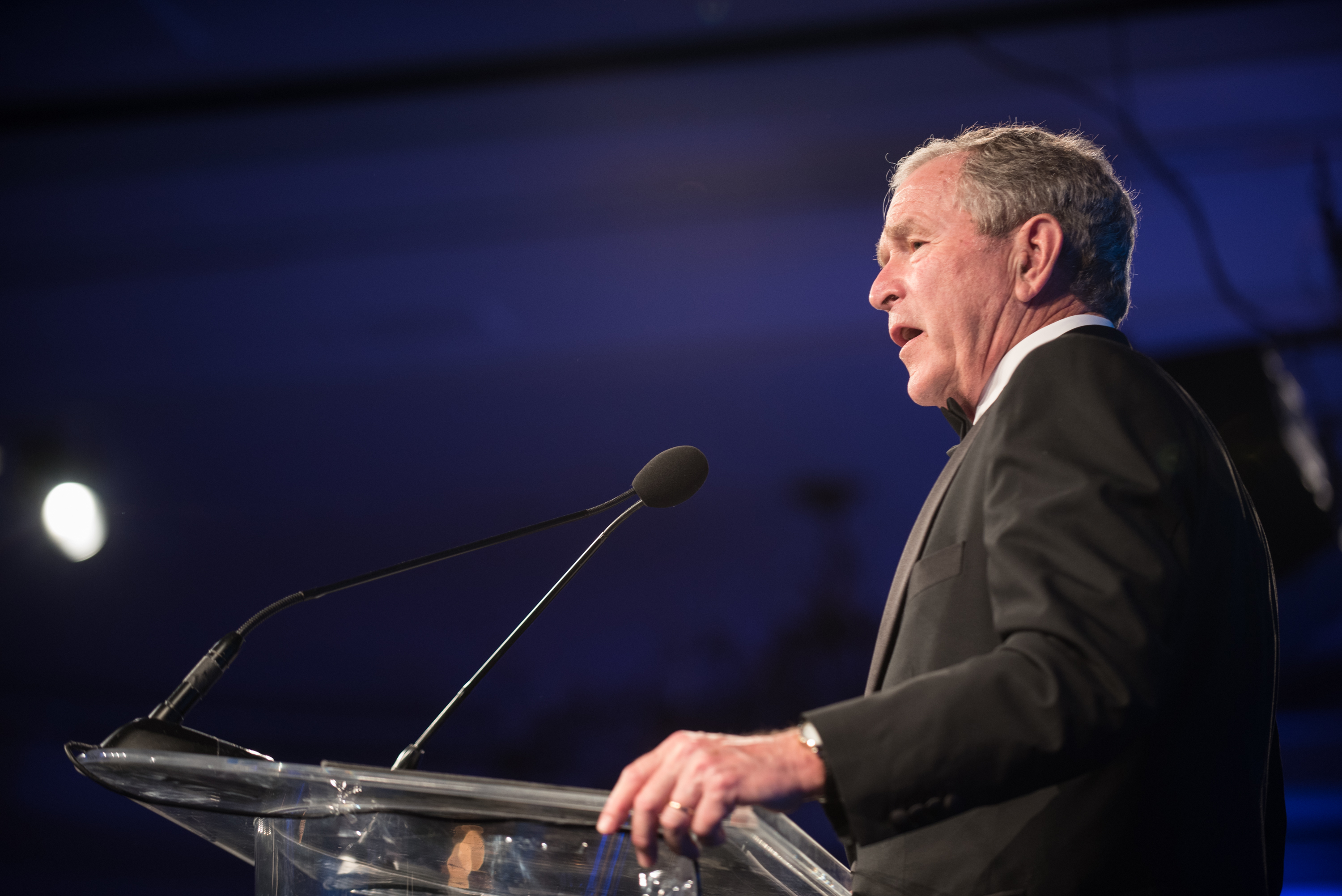
ジョージ・W・ブッシュ：「この選挙が根本的に公正であったこと、その完全性が維持されること、また結果が明白であることについて、米国民は確信できる」

共和党のジョージ・W・ブッシュ元大統領（2001年 - 2009年）は11月8日、ジョー・バイデン次期大統領とカマラ・ハリス次期副大統領を電話で祝福し、声明で「この選挙が根本的に公正であったこと、その完全性が維持されること、また結果が明白であることについて、米国民は確信できる。大統領に選出されたバイデンは、民主党候補として立候補したが、全国民のための国家運営を行うと強調した。私はトランプ大統領やオバマ前大統領に申し出たのと同様に、成功を祈り、助けられることは何でもすると誓う」と述べた。ブッシュは、トランプの「懸命に戦った選挙運動」および「並外れた政治的功績」を祝福し、「再集計を要求し、法的な異議申し立てを追求する権利がある」と述べながら、選挙の結果は明らかにバイデンに有利であったと述べた。フォーブスによると、「トランプの同盟者と議会の共和党員のほとんど」は、それまでにバイデンとハリスを祝福することを黙っているか、明示的に拒否していたが、祝福する共和党員の数は増加していたという。ブッシュの宣言後、トランプの盟友であり、元弁護士であるクリス・クリスティは、共和党に支持を求めるならば、選挙での不正行為の証拠を提供するようトランプに圧力をかけ、「敗北を認めない根拠が有権者の不正があったからだと言うのであれば、それを示すべきである。示さなければ、我々は何もできない。証拠がなければ、やみくもにあなた（トランプ）を支持することはできない」と述べた。CNNによると、トランプの娘婿でアメリカン・イノベーション・オフィスのジャレッド・クシュナーが大統領に敗北を受け入れるよう促したとする情報筋が2人、ファーストレディのメラニア・トランプが夫を説得しようとしたとする別の情報筋が3人いるという。ロイ・ブラントは、トランプが根拠のない主張をしていたことと、「大統領の弁護士が事実を提示する時が来た」と以前の発言を繰り返したが、ABCのジョージ・ステファノプロスに尋ねられたとき、バイデンが勝ったことを当面は認めないと述べた。パット・トゥーマイも似たようなスタンスを取っていた。一方、クリスティ・ノームは、広範な不正行為というナレーションを押し通したが、ステファノプロスに迫られても証拠を提示することができなかった。

### 11月9日：トランプ陣営が法的挑戦を発表
トランプ陣営は、11月9日（月曜日）に選挙過程と結果に対して複数の法的挑戦を正式に提示し、バイデン/ハリスの勝利を認めないと発表した。しかし、AP通信に匿名を条件に語った高官、選挙運動の側近、および同盟者は、「ペンシルベニア州などでバイデンの得票に対抗して法的な戦いをする戦略は、トランプが把握できない敗北への逃げ道を提供するためであり、選挙の結果を変えるためではない」と述べた。中には、「大統領が投票への信仰を弱体化させようとしていることに深い懸念を抱いている」人もいたという。それまでに、ミッチ・マコネル上院多数党院内総務はまだトランプの不正行為の主張について公の場での発言をしておらず、バイデンを祝福していない。他の数人の共和党員は、この中立的な姿勢を貫き、どちらの陣営にも明確に味方しなかった。ワシントン・ポスト紙は月曜日に、他と同様に匿名を条件に話した内部の議論に精通している人々によると「舞台裏では、トランプのアドバイザーらはますますバイデンの勝利に見切りをつけている」と報じた。
これに対し、ミッチ・マコネルは、「トランプ大統領は不正行為の疑惑を調べ、法的な選択肢を秤にかける権利を100％有している」と述べた。テキサス州のジョン・コーニン上院議員とアイオワ州のチャック・グラスリー上院議員は、大統領には不正行為の疑惑を合法的に調査する権利があると言いながら、選挙を変えるような広範囲の不正投票の証拠をまだ見たことがないと述べた共和党員のひとりである。トランプの盟友であるグラハムは、選挙結果がまだ変わらないと認めた些細な出来事にも言及し、法廷での敗北を受け入れると述べた。
同日、ABCニュースは、トランプ政権やホワイトハウスのスタッフがこれまでのところ、トランプの不正選挙の主張を明確に支持したり、選挙に勝利したと主張したりしている者は、実際にはほとんどいなかったと指摘している。マイク・ペンス副大統領は、合法的な投票はすべて集計されるべきだというトランプ大統領の主張を支持するとツイートしただけで、それ以外は沈黙したままだった。ジョージア州のジェフ・ダンカン副知事は「我々のレベルにまで引き上げられた信頼できる出来事（広範囲に及ぶ組織的な有権者の不正）はまだ起きていない」と述べた。ホワイトハウスのケイリー・マケナニー報道官は記者会見で、民主党が不正や違法投票を助長していると非難した。これに対し、FOXニュースの司会者のニール・カヴートは放送し続けるのは無責任だと判断したため、報道官のスピーチを途中で打ち切った。これまでFOXニュースは、トランプ大統領が演説中に行った虚偽の主張に関わらず、トランプ大統領の記者会見や集会のほとんどを継続的に放送していた。
これまでトランプの有権者不正に関する根拠のない主張を支持してきたウィリアム・バー司法長官が、各州が選挙結果を認定する前に、疑惑のある投票不正の調査を許可したことで、司法省のリチャード・ピルガー選挙犯罪部長が抗議の辞任に追い込まれた。ピルガーは、バーの行動は「認証された選挙と無投票選挙になる前の期間における投票不正調査のための40年前からの非干渉ポリシーを破棄する」ものであると述べた。
一方、ジョージア州の共和党上院議員デビッド・パーデューとケリー・ロフレラは、ジョージア州のブラッド・ラッフェンスペルガー国務長官に対し、投票システム管理者の「正直で透明性のある選挙の実施に失敗した」として辞任を要求した。ガブリエル・スターリング（生涯共和党員）は、月曜日の朝の記者会見で、選挙不正の主張を「デマとナンセンス」「フェイクニュース」「偽情報」と呼んだが、ラッフェンスペルガー（同じく共和党員）はこの要求を真っ向から否定した。また、有権者の不正行為はジョージア州の16人の選挙人のための12,000票以上（0.25％）のバイデンのリードがトランプに傾く可能性は低いと付け加えた。これに対し、パーデューとロフレラの透明性の欠如の主張を「笑える」と呼んだ。

### 11月10日：ポンペオがバイデンの勝利を否定し、他の共和党員は内々に認める

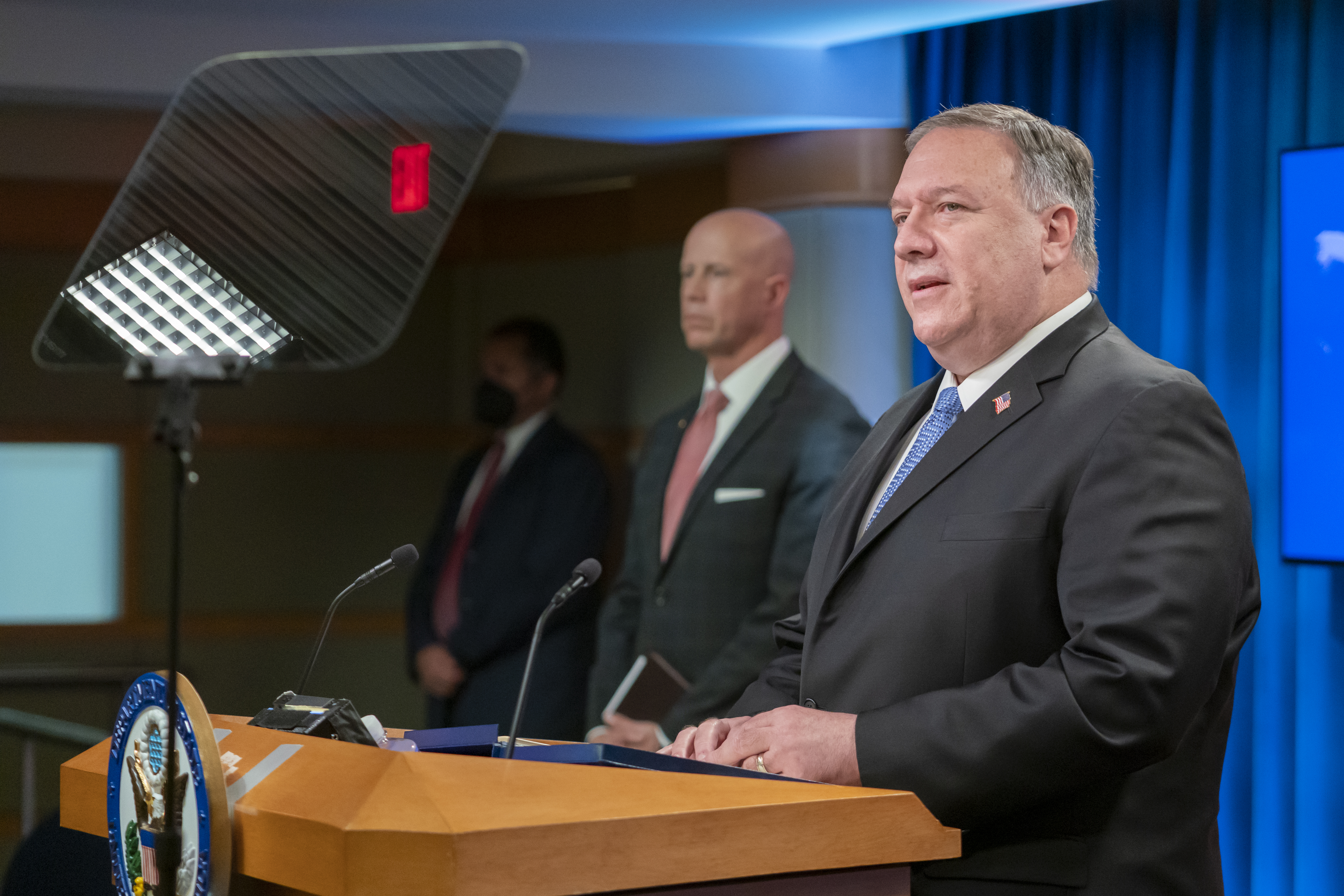
マイク・ポンペオ： 「トランプ政権は２期目に円滑に移行するだろう」

マイク・ポンペオ国務長官は10日の記者会見で、投票の集計でもトランプの勝利になると確信しているため「第2次トランプ政権へのスムーズな移行」があると記者団に語った際、外交官の間で怒りに火がついた。2018年から2019年までトランプ政権の国家安全保障アドバイザーを務めたジョン・ボルトンは、数日前にすでにトランプの不正行為の主張を糾弾していたが、ポンペオの発言は「信頼性を剥奪した」「妄想だ」と強く批判していた。一方、デラウェア州の民主党上院議員クリス・クーンズはCNNの取材に対し、数人の共和党上院議員が電話でジョー・バイデン次期大統領の勝利を個人的に認め、「次期大統領によろしく伝えてほしい」と頼んでいたが、自身はまだ公の場でそうする気はなかったと語った。その時点で、4人の共和党上院議員がバイデンの勝利を公に認めており、クーンズは今週中にも他の議員が追随すると予想していた。
ニューヨーク・タイムズ紙の調査によると、共和党から立候補している候補者の中には、証拠がなくても結果に疑問を投げかけている人がいるにもかかわらず、全国各地で両党を代表する選挙関係者は、有意な有権者の不正行為の証拠はないと報告している。共和党関係者は、オハイオ州のフランク・ラローズ国務長官が「選挙について真実ではないことを捏造する人間の能力は大きい。陰謀論や噂などが横行している」と述べたことで、根拠のない疑惑を批判した。カンザス共和党のスコット・シュワブ国務長官はメールで「カンザス州では、有権者の不正行為、脅迫、不正行為、投票の問題など、広範囲で組織的な問題は発生していない」と書いている。共和党ワシントン州のキム・ワイマン国務長官は、選挙に不正はなかったと判断し、共和党の候補者ローレン・カルプによって非難された。カルプは民主党のジェイ・インスレーとの知事選に14％の大差で敗れ、ワイマンをリードした。共和党モンタナ州のコリー・ステイプルトン長官は、「私は大統領を支持してきました。@realDonaldTrump（トランプ）は在任中に信じられないようなことを成し遂げました。しかし、その時間はもう終わりました。帽子をかぶり、唇を噛んで、@JoeBiden（バイデン）を祝福してください（I have supported you, Mr. President. @realDonaldTrump accomplished some incredible things during your time in office! But that time is now over! Tip your hat, bite your lip, and congratulate @JoeBiden.）」とツイートした。

### 11月11日：共和党幹部がトランプに敗北宣言を求める
共和党のアリゾナ州検事総長マーク・ブルノビッチは11日、同州の結果を変えるような重大な不正行為の証拠は見つかっていないと述べた。トランプが最後に残った未集計の投票用紙から、バイデンの1万3千票のリードを破るのに十分な票を得て、アリゾナ州の11人の選挙人を獲得する可能性は「非常に低い」と述べた。また、すでにバイデンは279人の選挙人を得ており、大差で大統領を獲得するのに十分な票を持っていた。一方、トランプには敗北を認めるよう圧力が高まっていた。ほとんどの外国の首脳はすでにバイデン次期大統領を祝福していたが、その前日にはトランプの敗北拒否を「恥ずべきこと」と表現していた。すでにバイデンの勝利を認めていた上級共和党員らは公に大統領も同じく反応するよう呼びかけており、元国防長官でメイン州出身の元米上院議員ウィリアム・コーエンはトランプの行動を「民主主義というよりも独裁に近い」と表現していた。元ホワイトハウス参謀本部長のアンドリュー・カードは、「選挙を『盗んだ』と言うのは、予想や信憑性を超えた大げさだと思う」と述べた。また、大統領に向けての発言であると同時に、「このことを知っているが、言うのを恐れている共和党員に、言う許可を与えようとしている」と述べ、大統領の側近に「真実を伝え、我々の民主主義を磨き、彼の遺産を磨く」「現実を認識する」「安全保障上のリスクを防ぐために移行を開始する」よう促した。
マサチューセッツ州のチャーリー・ベイカー知事は、「大統領やその側近、そしてワシントンで選出された他の多くの共和党幹部の根拠のない主張を聞いて呆れている」、「致命的なパンデミックの中での移行を 遅らせるのは最悪だと思う」とコメントしている。メリーランド州のラリー・ホーガン知事は「ほとんどの人は、この選挙が終わったことを認識している。政権交代があるかどうかも分からないのに、パンデミックと経済崩壊の真っ只中で、国中で人々が亡くなっている」と付け加えた。7500万ドル以上を投じてトランプ陣営を支援していた共和党の巨頭シェルドン・アデルソンが所有するラスベガス・レビュー・ジャーナル紙の社説は、「大統領は、有権者の不正行為がなければ11月3日の選挙に勝っていたと主張することで、より熱狂的な支持者にサービスをしている。それは単に虚偽だ」と書いている。
オクラホマ州の共和党上院倫理委員会のジェームズ・ランクフォード委員長は、トランプ政権に対し、バイデン次期大統領とハリス次期副大統領に、国家安全保障問題に関する大統領日報への閲覧権を与えるよう要求した。ランクフォードは、トランプの法的挑戦が続いている間はまだバイデンとハリスを次期大統領、次期副大統領として認めないという現実的な立場を取ったが、訴訟が失敗した場合には次の政権を形成すると認識しており、就任前に国の差し迫った安全保障上の問題について情報を得て準備する必要があると述べた。大統領のラメダック期間中のこの慣行は、2000年の大統領選挙で争われている間にも、長い間確立されており、ランクフォードは、トランプ政権が週末までに閲覧権を与えない場合は介入すると警告した。

### 11月12日：「アメリカ史上最も安全な選挙」

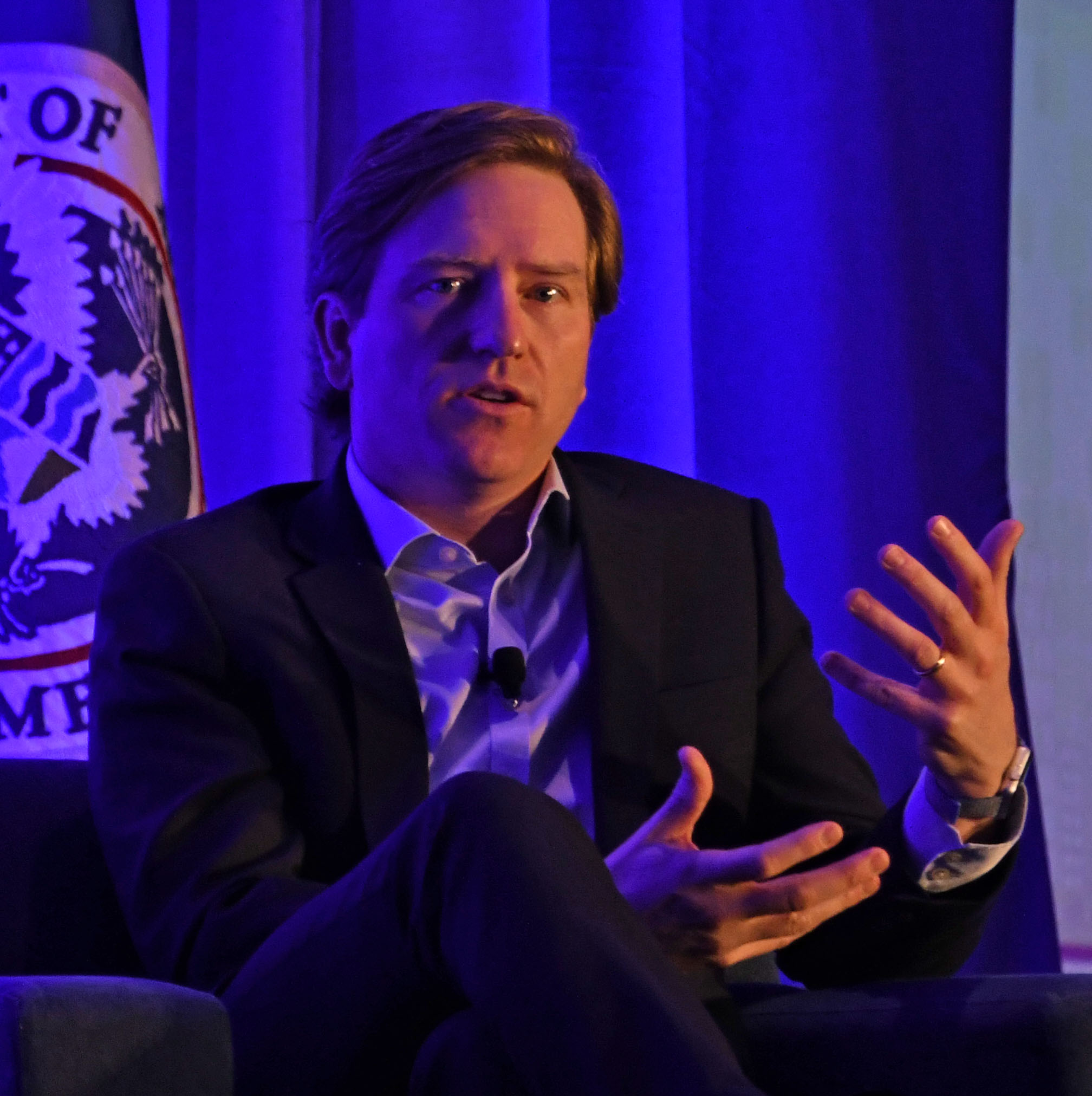
クリス・クレブス：「投票機に関する根拠のない主張は、たとえ大統領の主張であっても」賛同しないと述べた。トランプは数日後にクレブスを解雇した。

国土安全保障省の一部であるサイバーセキュリティ・インフラストラクチャセキュリティ庁（CISA）は11月12日、「11月3日の選挙はアメリカ史上最も安全なものだった」とする声明を発表し、「投票システムが削除されたり、票が失われたり、票が変更されたり、何らかの形で危険にさらされたという証拠はない」とした。トランプ政権内の全機関が、広範囲に及ぶ不正行為が行われたという大統領の主張に反論したのは初めてのことだった。トランプが任命したサイバーセキュリティ・インフラストラクチャセキュリティ庁のクリストファー・C・クレブス長官は、トランプ自身や他の共和党党員によって偽情報が多く流布されている間に、選挙に関連した偽情報を論駁しようとするウェブサイトの作成を巡って、すでにトランプ大統領と対立していた。そのため、選挙をめぐるトランプとの対立などで他の多くの高官が先行していたように、不誠実さを理由に近いうちに大統領から解雇されると予想されていた。それにもかかわらず、クレブスは「たとえ大統領によるものであっても、投票機に関する荒唐無稽で根拠のない主張」といった危険なナンセンス、偽情報、陰謀論などと見なしたものを取り締まるために、機関を率いて努力を続けた。トランプは11月17日にクレブスを解雇した。
ニューハンプシャー州のクリス・サヌヌ知事は、自分の州に不正はなかったと主張し、バイデンの次期大統領就任を祝福し、トランプの主張を糾弾する共和党の知事の数は26人中5人になった。オハイオ州のマイク・デワイン知事も同様で、6人目となった。同日、民主党政権や共和党政権（トランプ政権を含む）で働いていた元国家安全保障担当者161人が、ジョー・バイデンを次期大統領に認定することを、これ以上遅らせることは「国家の安全保障に重大なリスクをもたらす」として、共通役務庁（GSA）に強く求める書簡に署名した。

### 11月13日：トランプ、法的な挫折を被る
11月13日、トランプ陣営は、アリゾナ州、ミシガン州、ペンシルベニア州で、選挙過程に対する抗議に関連して3つの敗北を喫した。スポークスマンのティム・マータフは、マリコパ郡での投票機の不正についての主張を繰り返したが、トランプ陣営は、アリゾナ州でのバイデンの総合的なリードが大きく、争点となっている投票用紙に差をつけることができなかったため、訴訟を取り下げた。同日、ポーター・ライト・モリス＆アーサー、ジョーンズ・デイ（4年間で20件以上の訴訟でトランプ陣営や共和党を支援してきた）、スネル＆ウィルマーなどの法律事務所がトランプ陣営や共和党の法的な訴えの一部を弁護していたが、「大統領の異議申し立ては無意味であり、これ以上トランプの主張を正当化したくない」とコメントし、支援を取り下げた。ジョーンズ・デイのパーカー・A・ライダー・ロングメイド弁護士は「この事務所が、我々の民主主義と法の支配を貶めようとしている政権の計画に、その威信と信頼性を貸すべきかどうかが問題だと考えている」と述べた。共和党の反トランプ団体「リンカーン・プロジェクト」は、数日前からジョーンズ・デイとポーター・ライトの従業員に抗議して辞任を公に促していた。

### 11月14日：トランプ、共和党当局者の不正行為の棄却を批判
トランプ大統領は11月14日、ジョージア州のブラッド・ラッフェンスペルガー国務長官を「いわゆる共和党員（Republican in Name Only; RINO）」とレッテルを貼り、不正行為の主張を却下したことを激しく批判した。ラッフェンスペルガーが「調査はまだ続いているが、我々は何か広まっているものを見たわけではない」と述べたにもかかわらず、不正行為の調査を妨害していると非難した。トランプの主張に従うよう圧力を受け、ラッフェンスペルガーは「人々は結果を受け入れるしかない。私は共和党員であり、公平で安全な選挙を信じている」と述べ、共和党のジェフ・ダンカン副知事によって支持されている。トランプはまた、フィラデルフィアのアル・シュミット委員を「いわゆる共和党員（RINO）」として攻撃し、シュミットは「汚職と不誠実の山を見ることを拒否した」と主張した。シュミットはトランプの主張の一部を「空想的」と呼び、「全く事実に基づいた根拠のない完全にばかげた主張」と呼んだ。同様に、ドーフィン郡とカンバーランド郡の共和党の選挙関係者は、有権者の不正行為に関する大統領の主張に反論した。
一方、共和党のケント郡書記官リサ・ポストフムス・ライオンズは、投票システムは信頼性に欠けるというトランプの主張を否定し、ミシガン共和党が以前に使用したことがあると述べた。ネバダ州長官で共和党員でもあるバーバラ・セガブスケは、「どんな有権者の不正行為の苦情も証拠がなく、手順や政策に関する苦情の方が多い」と述べた。

### 11月15日：部分的な譲歩をめぐる混乱
トランプは11月15日、不正行為を主張するFOXニュースのビデオをリツイートし、バイデンについて「選挙が不正に行われたため、バイデンは勝利した」と書き、一般的に根拠のないものとして却下されてきた数々の主張を繰り返した。それにもかかわらず、いくつかの評論家やコメンテーターは、この声明を部分的な譲歩、あるいは現職大統領側の譲歩の始まりと見なしている。共和党アーカンソー州のエイサ・ハッチンソン知事は、トランプが共和党内でしばらく影響力を持ち続けると主張しながらも、NBCにて「トランプ大統領が『バイデンが勝利した』とツイートしているのを見るのは実際に良かった。これは認知の始まりだと思う」と語った。トランプはこれに対し、「バイデンはフェイクニュースメディアの目に映って勝っただけだ。私は何も譲歩しない」とツイートした。

### 11月19日：バイデン/ハリス、超党派の知事会議を開催
トランプが敗北宣言を拒否してから16日後、バイデン/ハリス移行政権は新型コロナウイルスにどう対処するかについて、10人の知事との電話会議を開催した。そのうち、共和党員はアラバマ州知事ケイ・アイビー、アーカンソー州知事エイサ・ハッチンソン、メリーランド州知事ラリー・ホーガン、マサチューセッツ州知事チャーリー・ベイカー、ユタ州知事ゲイリー・ハーバートの5人である。バイデン次期大統領は、超党派の重要性を強調し、「共和党の同僚」とのコンセンサスに到達することへの希望を表明し、移行過程を遅らせるためのエミリー・W・マーフィー総務長官の決定を批判した。

### 11月19日 - 22日：法的な展開
同日、トランプ陣営の弁護士であるルドルフ・ジュリアーニ、ジェナ・エリス、ジョセフ・ディジェノバ、シドニー・パウエルは、自らをトランプの「エリート・ストライク・フォース・チーム」と称し、「クリントン財団、リベラルな巨大寄贈者ジョージ・ソロス、ベネズエラの強豪ウゴ・チャベスに言及した虚偽のウェブを紡いだ」と述べている。パウエルは、ドミニオン投票システム社が発行した投票機の中にある、バイデンの選挙対策ソフトの疑惑について言及した。しかし、どの弁護士も自分たちの主張を証明したことはなかった。トランプに忠実なコメンテーター、タッカー・カールソンは、ベネズエラ、キューバ、正体不明の共産主義者の利害関係者が秘密のアルゴリズムを使って投票機に侵入し、不正行為を行ったと主張したパウエルの陰謀的な主張に注目し、「パウエルが述べていたことは、アメリカの歴史の中で単一の最大の犯罪に相当するだろう」と指摘した。11月22日、トランプ陣営はパウエルと距離を置き、エリスは「シドニー・パウエルは自分で法律を実践している。彼女はトランプ弁護団の一員ではなく、大統領の個人的な立場での弁護士でもない」と述べた。

### 11月23日：共通役務庁、バイデンを次期大統領に認定
共通役務庁のエミリー・マーフィーは11月23日、正式にジョー・バイデンに確認書を送った。民主党や一部の共和党がマーフィーに認定するよう圧力をかけ、トランプの支持者が認定しないようにしていたが、マーフィーは公式の選挙結果とトランプの法的挑戦の状況に基づいて自分の判断を下したと述べた。「マスコミの報道や疑惑に反して、私の決定は恐怖や好意からなされたものではなかった。むしろ、この法律では、共通役務庁が次期大統領を強制するのではなく、認定することが求められていると、私は強く信じている」と声明を出した。そのため、バイデン/ハリス移行政権は、2021年1月のバイデン政権の継承に向けて、連邦政府機関を横断し、トランプ政権関係者と協力し、作業を開始するための資金調達と許可を得た。トランプ大統領は、法廷闘争を続けることを誓いながら、「国の最善の利益のために」共通役務庁の認定を支持し、外部のコメンテーターも間接的な譲歩として解釈した。

### 12月8日：バイデン次期大統領宣言決議を却下
就任式の合同議会委員会の会議の間に、民主党はジョー・バイデンを次期大統領に肯定する決議を提案したが、共和党は反対した。

### 12月14日：偽造選挙人
FOXニュースでスティーブン・ミラーは、トランプの選挙人が集まり「代替票」を投じると述べている。

### 12月15日：バイデンの勝利を認定するための選挙区投票
バイデンの勝利を認定するための選挙人の投票の後、より多くの共和党議員はバイデンを次期大統領と呼ぶようになった。上院のミッチ・マコーネルは12月15日、バイデンとハリスを「次期大統領」と「次期副大統領」と称して初めて祝福の言葉を広げた。

## ドナルド・トランプの主張を非難
- ブライアン・ケンプ - ジョージア州知事
- ブラッド・ラッフェンスパーガー（英語版）[90] - ジョージア州の州務長官

## ドナルド・トランプの主張を支持
- マイク・ケリー（英語版）[91][92]